# Fato estilizado
Um fato estilizado é uma aproximação teórica de um fenômeno observado empiricamente. Um fato estilizado pode ter maior ou menor sucesso em prever o comportamento da variável estudada.
O termo "fato estilizado" é usado nas ciências sociais, principalmente na Economia.

## Exemplos de fatos estilizados
- Capital humano: uma sociedade cujos membros são sadios e educados apresenta melhor desempenho econômico.
- Monopólio: uma firma monopolista produz menos produtos a preços mais altos que várias firmas competidoras.
- Regra de Taylor: estimativa da taxa básica de juros definida pelo Banco Central.